# Kinderdorf Pestalozzi

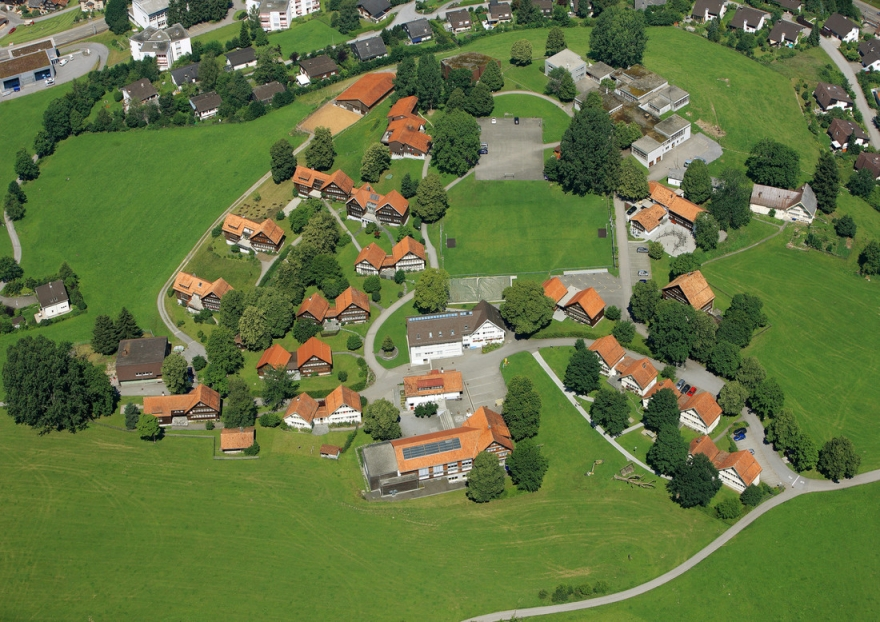
Ortsbild des Kinderdorfes

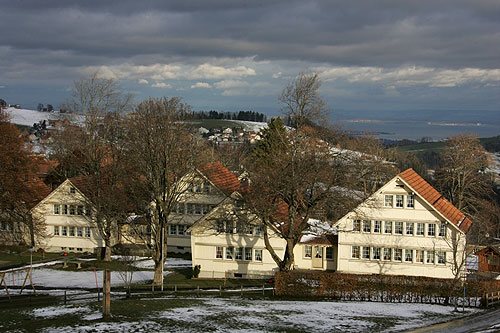
Kinderdorf Pestalozzi

Die Stiftung Kinderdorf Pestalozzi ist ein international tätiges Kinderhilfswerk. Seit 1946 stehen Kinder und Jugendliche im Mittelpunkt ihrer Tätigkeit. In zwölf Ländern weltweit ermöglicht die Stiftung benachteiligten Kindern den Zugang zu qualitativ guter Bildung.
Das Kinderdorf in Trogen, Appenzell Ausserrhoden, ist ein Ort der Friedensbildung, an dem Kinder aus der Schweiz und dem Ausland im Austausch lernen, mit kulturellen und sozialen Unterschieden umzugehen. Das Kinderdorf ist im Inventar der schützenswerten Ortsbilder der Schweiz aufgeführt.

## Namensgeber
Namensgeber ist der Schweizer Pädagoge und Erzieher Johann Heinrich Pestalozzi. Pestalozzi setzte sich für die Erneuerung der Volksschule ein. Nach ihm wurde das Kinderdorf aus zwei Gründen benannt: Erstens wurde der «Wohnstubengedanke» als pädagogisches Konzept Pestalozzis vom Kinderdorf übernommen. Zudem wurde im Gründungsjahr des Kinderdorfes der 200. Geburtstag des berühmten Reformpädagogen gefeiert.

## Konzept
Das Kinderdorf im appenzellischen Trogen bildet das Herz der Stiftung, von dem alle Aktivitäten in der Schweiz und im Ausland ausgehen. Im Kinderdorf treffen Schweizer Schulklassen auf Jugendliche aus Osteuropa. Ziel der erlebnispädagogischen Projektwochen ist es, Vorurteile abzubauen und mit kulturellen, religiösen und ideellen Unterschieden konstruktiv umzugehen.
Im dorfeigenen Radiostudio und schweizweit im Radiobus produzieren Schülerinnen und Schüler Programme, die über das powerup-radio gesendet werden.
Neben den Projekten im Kinderdorf setzt sich die Stiftung für den Zugang zu qualitativ hochwertiger Bildung für Kinder und Jugendliche ein. In zwölf Ländern weltweit ermöglicht die Stiftung benachteiligten Kindern und Jugendlichen einen regelmässigen Schulbesuch.
In den zwölf weiteren Ländern, in denen die Stiftung tätig ist, stehen keine Kinderdörfer. Vor Ort wird mit etablierten lokalen Partnerorganisationen zusammengearbeitet. Diese werden fachlich und finanziell in der Umsetzung von Bildungsprojekten unterstützt.
Die Stiftung setzt sich für die Rechte der Kinder ein. In der Schweiz sowie im Ausland fördert die Stiftung Kinderdorf Pestalozzi die Bekanntmachung und Durchsetzung der Kinderrechte.

## Geschichte

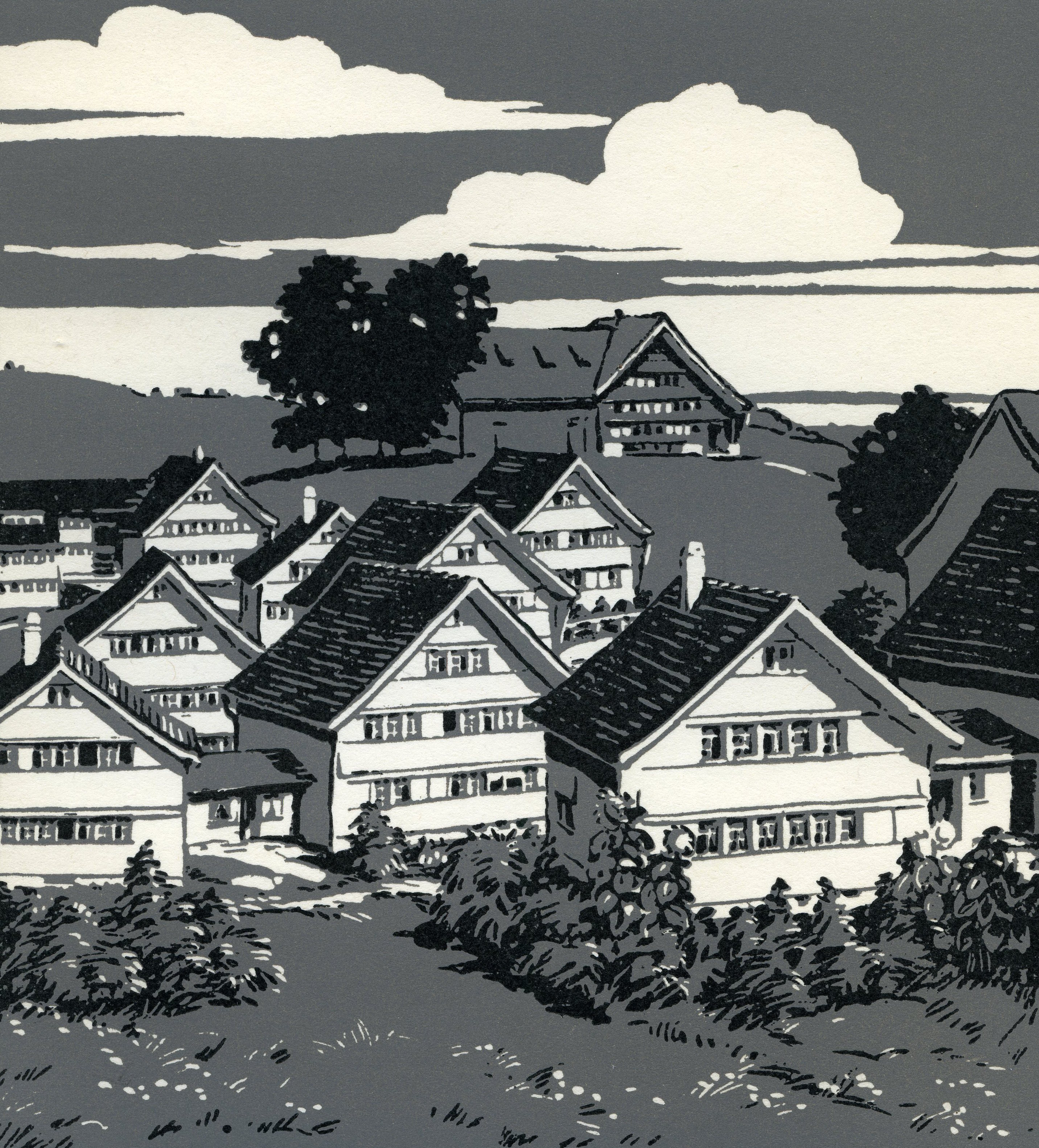
Kinderdorf Pestalozzi. Linolschnitt von Otto Schmid, 1948

Angesichts der Folgen des Zweiten Weltkrieges und des Elends der Kriegskinder und Kriegswaisen rief der Schriftsteller Walter Robert Corti in der Kulturzeitschrift Du vom August 1944 mit dem Artikel «Ein Dorf für die leidenden Kinder» zur Gründung eines Dorfes für Kriegskinder auf. Das Echo war gross und 1945 konnte die «Vereinigung Kinderdorf Pestalozzi» gegründet werden. Bald bildete sich um Walter Robert Corti ein Netz an Gleichgesinnten. Den ideellen Grundriss erhielt das Kinderdorf Pestalozzi hauptsächlich durch die Begegnung zwischen Walter Robert Corti und Elisabeth Rotten. Zur Gründergruppe gehörten neben Corti und Rotten auch Marie Meierhofer, welche sich der ärztlichen Betreuung und der Beaufsichtigung der «Hereinnahme der Kinder» annahm, während Hans Fischli für die Architektonik und Baupläne verantwortlich war und Edwin Arnet sich als Redaktor der Neuen Zürcher Zeitung in der Öffentlichkeitsarbeit betätigte. Die Gemeinde Trogen stellte Land zur Verfügung.
Das Echo, das Walter Robert Cortis Aufruf für den Bau eines Kinderdorfes 1944 auslöste, veränderte sein Leben schlagartig und nachhaltig. Das Kinderdorf wurde zu seinem Lebenswerk, obwohl es eigentlich ein Zwischenschritt auf dem Weg zur Verwirklichung eines anderen Plans sein sollte: Corti hatte davon geträumt, eine internationale Gelehrtensiedlung, eine Akademie für ethische Forschung, ins Leben zu rufen. Sein Traum gedieh bis hin zu den Bauplänen und scheiterte letztlich an den fehlenden finanziellen Mitteln.
Am 28. April 1946 fand die Grundsteinlegung zum Bau der ersten Häuser statt. Freiwillige Helfer aus verschiedenen Ländern halfen beim Aufbau der Häuser mit. Die ersten Kinder, die ins Kinderdorf kamen, stammten aus den Kriegsgebieten Europas: Frankreich, Polen, Österreich, Ungarn, Deutschland, Italien, Finnland, Griechenland und England.
Der Berner Primarlehrer Arthur Bill leitete das neu gegründete Kinderdorf als Hausvater und Lehrer zusammen mit seiner Frau Berta Bill während 25 Jahren (1947 bis 1972). Er formulierte die beiden Hauptziele des Kinderdorfes folgendermassen:
- Es will dem verlassenen notleidenden Kind eine Heimstätte bieten, in der es in familienähnlicher Geborgenheit all das findet, was zu seiner harmonischen Entwicklung erforderlich ist.
- Es will ein Dorf sein, in dem sich Kinder, Jugendliche und Erzieher aus verschiedenen Ländern und Kulturen zu einer Nachbarschaft und zu gemeinsamem Tun finden können, das sie über alles Trennende der Sprache, des Glaubens und des Herkommens hinweg das Gemeinsame, das Allgemeinmenschliche als tragendes Bauelement der kleinen Völkergemeinschaft erleben lässt.

In jedem Haus lebten Kinder aus demselben Land, die von einem Hausvater und Lehrer des betreffenden Landes betreut und in ihrer Kultur unterrichtet wurden. Gemeinsame Anlässe oder Wettkämpfe wurden so gestaltet, dass sich die einzelnen Gruppen immer aus verschiedenen Nationalitäten zusammensetzten.
Von Anfang an gab es einen engen Erfahrungs- und Kinderaustausch sowie gemeinsame Bildungskurse mit dem am 1. Mai 1946 von Margherita Zoebeli in Rimini gegründeten Centro educativo italo-svizzero (CEIS). Eines ihrer gemeinsamen Anliegen war, sich gegen die Ausgrenzung der Schwächeren und für ihre volle Akzeptanz einzusetzen.
Das Stiftungsratsmitglied, Emma Eichenberger, wurde zur mütterlichen Freundin der Kinder, sorgte für Herangewachsene, die sich zur Weiterbildung in ihrer Nähe aufhielten und nahm sie im eigenen Heim auf. Sie gehörte zu den Organisatoren, die ab 1954 jeden Sommer im Trogener Kinderdorf eine internationale Lehrertagung nach dem Vorbild des Internationalen Arbeitskreises Sonnenberg durchführten.
Mit 20 tibetischen Flüchtlingskindern wurde 1960 die erste Kindergruppe aus einem aussereuropäischen Kulturkreis aufgenommen.
Während der Griechischen Militärdiktatur 1967–1970 fand der griechische Lyriker Nikiforos Vrettakos jeweils mehrere Monate im griechischen Haus Kypseli des Kinderdorfes Pestalozzi Zuflucht. Dort schrieb er Gedichte, erzählte den Kindern Geschichten und nahm regelmässig an den «internationalen» Morgenfeiern teil.

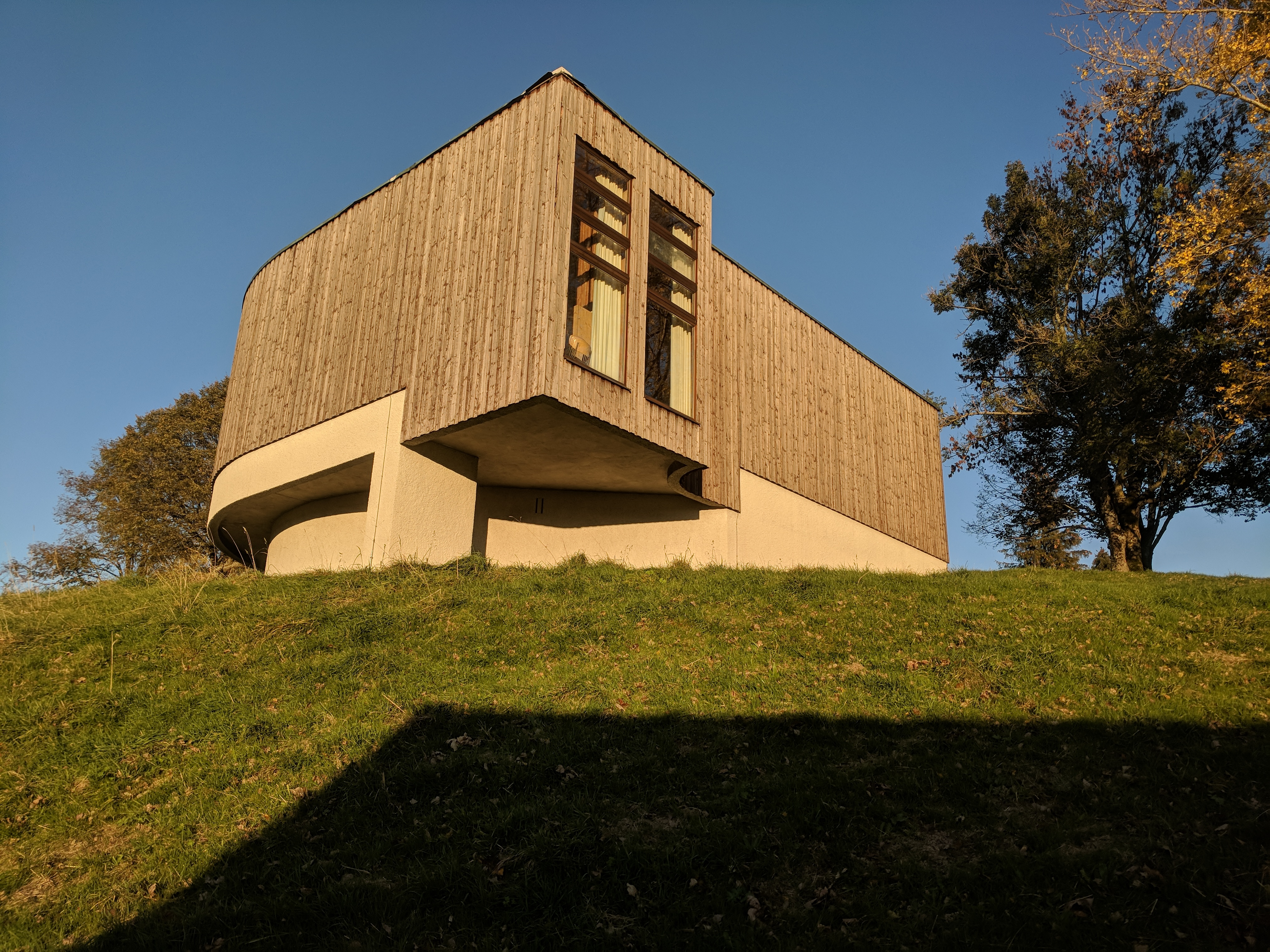
Interreligiöses Andachtshaus, erbaut 1967 von Ernst Gisel

In den Jahren 1959 und 1960 wurde das Kinderdorf mit einem Oberstufenschulhaus von Max Graf erweitert. Das Andachtshaus von Ernst Gisel 1967 bildet bis heute den spektakulären Schluss im Westen des Kinderdorfs.
Bis 1970 wurden 15 Wohnhäuser gebaut, um Kindern in Not aus aller Welt ein Zuhause zu geben. 1982 wurde das Konzept mit der Gründung der Auslandhilfe der Stiftung Kinderdorf Pestalozzi als Hilfe vor Ort ausgeweitet.
Für Kinder asiatischer und afrikanischer Herkunft, die bereits in der Schweiz leben, wurden 1987/1988 zwei «internationale Häuser» eröffnet. Das Projekt für tibetische Kinder und Jugendliche zweiter und dritter Generation in der Schweiz begann.
1992 wurden letztmals Kinder, die direkt aus dem Ausland kommen, für einen permanenten Aufenthalt im Kinderdorf aufgenommen. 34 bosnische Heimkinder und acht Betreuer aus dem Kriegsgebiet Bosnien-Herzegowina lebten rund zwei Jahre im Kinderdorf Pestalozzi. 
Seit 1993 besuchen die Kinder und Jugendlichen nicht mehr nur die kinderdorfeigene Schule, sondern wenn immer möglich die Schulen der umliegenden Gemeinden.
In Gedenken an Nikiforos Vrettakos erschien an der 50-Jahr-Feier im Jahr 1996 der Text- und Bildband Das Kinderdorf Pestalozzi in Trogen und sein griechischer Dichter mit dem Zyklus der sechzehn Gedichte, die er von 1967 bis 1970 im Kinderdorf geschrieben hatte.
Seit 1999 existiert das dorfeigene Radiostudio mit dem Kinder- und Jugendsender, powerup-radio, der Stiftung Kinderdorf Pestalozzi.
Die interkulturellen Austauschprojekte wurden im Jahr 2002 eingeführt. In den ein- bis zweiwöchigen Projekten begegnen sich Kinder aus der Schweiz und Osteuropa. Sie lernen mit kulturellen und sozialen Unterschieden umzugehen.
Im November 2003 gründeten 25 Organisationen das Netzwerk Kinderrechte Schweiz mit dem Ziel, die Anerkennung und Umsetzung der UN-Konvention über die Rechte des Kindes stärker zu fördern. Als Koordinationsstelle fungierte bis 2008 die «Stiftung Kinderdorf Pestalozzi».
Die Stiftung Kinderdorf Pestalozzi eröffnete im Jahr 2004 neue interkulturelle Wohngruppen im Kinderdorf für Schweizer Kinder und Jugendliche. Die Kinderdorf-Schule ergänzte das Angebot der öffentlichen Schule, indem sie den Schwerpunkt auf das interkulturelle Lernen setzte und interkulturelle Kompetenzen vermittelte.
Als Höhepunkt des «Internationalen Jahres des Sports und der Sporterziehung 2005» fand im Kinderdorf Pestalozzi das Jugendcamp Play for Peace («Spiel für Frieden») statt. Träger dieses zweiwöchigen Events im Sommer waren die Stiftung, die Direktion für Entwicklung und Zusammenarbeit sowie der Sonderberater des UNO-Generalsekretärs für Sport im Dienst von Entwicklung und Frieden, Adolf Ogi.
Am 28. April 2006 – 60 Jahre nach der Grundsteinlegung zum ersten Wohnhaus – wurde das Besucherzentrum eröffnet. Auf zwei Stockwerken zeigt es eine Ausstellung zur Geschichte des Kinderdorfes und über das heutige Leben. 2008 erhielt das Besucherzentrum für seine Publikumsfreundlichkeit ein Zertifikat des Europäischen Museumspreises.
Seit 2006 ermöglicht ein Lehrgang den Mitarbeitenden von ausländischen Partnerorganisationen, Bildungsministerien und Schulbehörden ein- bis zweiwöchige Weiterbildungen im Kinderdorf. So wird die Wirkung der Entwicklungsprojekte langfristig verbessert.
Das mobile Radiostudio (Radiobus) ist seit 2006 in der gesamten Schweiz unterwegs und gibt Kindern eine Stimme.
Das Schul- und Wohnangebot des Kinderdorfes Pestalozzi wurde per Ende Juli 2014 mangels Auslastung geschlossen. Es wurde sichergestellt, dass für alle Kinder und Jugendlichen sowie für viele Mitarbeitende der Integrationsprogramme eine gute Anschlusslösung gefunden werden konnte.
Anlässlich des 70-Jahr-Jubiläums eröffnete die Stiftung Kinderdorf Pestalozzi am 28. April 2016 eine Sonderausstellung im Besucherzentrum des Kinderdorfes. Die Ausstellungsbereiche «70 Jahre Kinderdorf» und «Tansania 360°» boten einen Rückblick auf die Geschichte und einen Einblick in die aktuellen Projekte. Die Künstler Roland Heini und Heinrich Andermatt haben einen Pavillon in Form einer Weltkugel gestaltet. Im Innern wurde in grossformatigen Comicbildern die Geschichte des Kinderdorfes erzählt.
Ab Mai 2016 wurden zwei Wohnhäuser an den Kanton Appenzell Ausserrhoden vermietet, um bis zu 30 unbegleitete Minderjährige unterzubringen, die in die Schweiz geflüchtet sind. Die Betreuung der Jugendlichen übernahm der Verein tipiti.
Seit März 2022 werden einige der Wohnhäuser als Unterbringung für geflüchtete Familien aus der Ukraine verwendet. So wohnten hier zwischenzeitlich bis zu 170 ukrainische Kinder, Eltern und Grosseltern. Das Kinderdorf soll ihnen als Ankunftsstation dienen, bevor sie weiterreisen oder sich in der Schweiz registrieren. Um die zahlreichen Personen aufzunehmen, wurden die Austauschprojekte im Frühling 2022 während drei Monaten eingestellt.

## Pädagogen und Förderer
- Walter Robert Corti (1910–1990), Gründer
- Marie Meierhofer (1909–1998), Mitgründerin
- Elisabeth Rotten (1882–1964), Mitgründerin
- Hans Fischli (1909–1989), Architekt der 1. Bauphase
- Josef Böni (1895–1974)
- Edwin Arnet (1901–1962)
- Elisabeth Feller (1910–1973)
- Arthur Bill (1916–2011), Dorfleiter von 1949–1973

## Internationale Ausstrahlung
Das Kinderdorf wurde rasch international bekannt. In den ersten zehn Jahren zählte es gegen 500'000 Besucher. Prominente Besucher waren unter anderem Konrad Lorenz, der 14. Dalai Lama, Auguste Piccard, Henri Guisan, Josephine Baker, Pablo Casals, Martin Buber, Königin Friederike und König Paul von Griechenland, Gustav Wyneken, Werner Bergengruen, Carl Jacob Burckhardt, Hermann Gmeiner.
Nach dem gleichen Modell entstand 1947 in Deutschland das Pestalozzi Kinderdorf Wahlwies bei Stockach, um den zahllosen Kriegswaisen und obdachlosen Kindern und Jugendlichen eine neue Heimat zu schaffen.
Dies war auch die anfängliche Intention in Österreich, wo die Ehepaare Schubert, Maislinger und Walla 1947 in Salzburg die Erste Österreichische Kinderdorfvereinigung (heute Pro Juventute Kinderdorfvereinigung) und Hermann Gmeiner 1949 in Tirol die bald weltweit agierenden SOS-Kinderdörfer gründeten.
1957 wurde in England das Pestalozzi International Village, Sedlescombe, East Sussex, gegründet.

## Film
- 1953: Sie fanden eine Heimat (Unser Dorf/The Village). Film von Leopold Lindtberg. Praesens-Film, Zürich.